# Zonda (singolo)
Zonda è un singolo del rapper italiano Lazza, pubblicato il 31 marzo 2023.

## Video musicale
Il video, diretto da LateMilk e prodotto da Borotalco.tv, è stato reso disponibile il 5 aprile 2023 sul canale YouTube del rapper.

## Tracce
Testi di Jacopo Lazzarini, musiche di Nicolas Di Benedetto e Andre Loblack.
1. Zonda – 3:37

## Classifiche
| Classifica (2023) | Posizione massima |
| ----------------- | ----------------- |
| Italia            | 9                 |